# Communauté de communes du Bas Ségala
La communauté de communes du Bas Ségala  est une ancienne communauté de communes française, située dans le département de l'Aveyron.

## Historique
Créée en 1992, elle est dissoute le 31 décembre 2015 par transformation en la commune nouvelle du Bas Ségala.

## Territoire communautaire

### Composition
Elle était composée des communes suivantes :
| Nom                         | Code Insee | Gentilé         | Superficie (km2) | Population (dernière pop. légale) | Densité (hab./km2) |
| --------------------------- | ---------- | --------------- | ---------------- | --------------------------------- | ------------------ |
| La Bastide-l'Évêque (siège) | 12021      | Épiscopois      | 44,16            | 820 (2013)                        | 19                 |
| Saint-Salvadou              | 12245      | Saint-Salvadois | 15,50            | 390 (2013)                        | 25                 |
| Vabre-Tizac                 | 12285      | Vabretizacois   | 22,67            | 428 (2013)                        | 19                 |

## Sources
- Base de données ASPIC pour l'Aveyron, édition 11/2006.
- le SPLAF pour l'Aveyron, édition 11/2006.